# Миканович, Дино
Дино Миканович (хорв. Dino Mikanović, 7 мая 1994 года, Нова-Градишка) — хорватский футболист, защитник клуба «Хайдук» Сплит.

## Карьера
Заниматься футболом начал в клубе «Младост» из Церника. В 2009 году перешёл в молодёжную команду «Осиека», за которую выступал на протяжении трёх лет.
В 2012 году клуб не предложил ему новый контракт и Миканович в статусе свободного агента перешёл в «Хайдук» из Сплита. В составе клуба дебютировал 10 апреля 2013 года в матче против «Славен Белупо».
15 июля 2015 года подписал четырёхлетний контракт с «Орхус».
19 февраля 2019 года хорватский защитник подписал двухлетний контракт с казахстанским клубом «Кайрат».

## Достижения
«Хайдук»
- Обладатель Кубка Хорватии: 2012/13

«Кайрат»
- Чемпион Казахстана: 2020
- Вице-чемпион Казахстана: 2019